# Tomás Herrera (baloncestista)
Tomás Herrera Martínez, (Provincia de Santiago de Cuba, 21 de diciembre de 1950-La Habana, 18 de octubre de 2020) fue un jugador de baloncesto cubano. Fue medalla de bronce con Cuba en los Juegos Olímpicos de Múnich 1972. Fue presidente de la Comisión Nacional de Atención a Atletas desde 2002 hasta su fallecimiento el 19 de octubre de 2020 a causa de una larga enfermedad.